# 紫蓬山旅游开发区
紫蓬山旅游开发区是依托紫蓬山建立的一个旅游开发区，位于中华人民共和国安徽省合肥市肥西县境内。由肥西县人民政府下属的紫蓬山旅游开发区管委会管辖，并以紫蓬山管委会之名列为庐江县的一个类似乡级单位。

## 行政区划
下辖以下地区：
紫蓬社区、甲塘村、梁岗村、李陵村、陀龙村、双井村、凤凰村、山口村、周公山村、张老圩村和堰湾社区村。